# Mario Ardemagni
Mario Ardemagni (Seregno, 2 aprile 1963) è un ex ultramaratoneta italiano.

## Biografia
Ultramaratoneta, specialista della 100 km, distanza di cui è stato campione mondiale nel 2004 a Winschoten in 6h18'24, record europeo e una delle migliori prestazioni di sempre sulla 100 km. Sempre del 2004 anche la sua vittoria della medaglia d'oro europea nell'ambito della 100 km del Passatore. 
Il suo primato personale nella maratona è di 2h22'21".

## Palmarès 100 km
- 1 oro mondiale (2004)
- 1 oro europeo (2004)
- 2 argenti europei (2003 e 2005)
- 2 ori mondiali a squadre (2003 e 2004)
- 1 oro europeo a squadre (2004)
- 1 bronzo europeo a squadre (2003)

## 100 km disputate
2002
- 7:25.45 Faenza 25 maggio 2002 3
- 6:46.15 Winschoten 15 settembre 2002 4 camp. europei

2003
- 6:33.22 Chernogolovka 19 aprile 2003 2 camp. europei
- 7:03.15 Faenza 24 maggio 2003 2
- 6:41.48 S.G.Lupatoto 27 settembre 2003 1 pista
- 7:43.28 Tainan 16 novembre 2003 9 camp. mondiali

2004
- 6:31.44 Faenza 29 maggio 2004 1 camp. europei
- 6:18.24 Winschoten 11 settembre 2004 1 camp. mondiali

2005
- 6:40:25 Winschoten 10 settembre 2005 2 camp. europei